# Palatul Molin a San Basegio

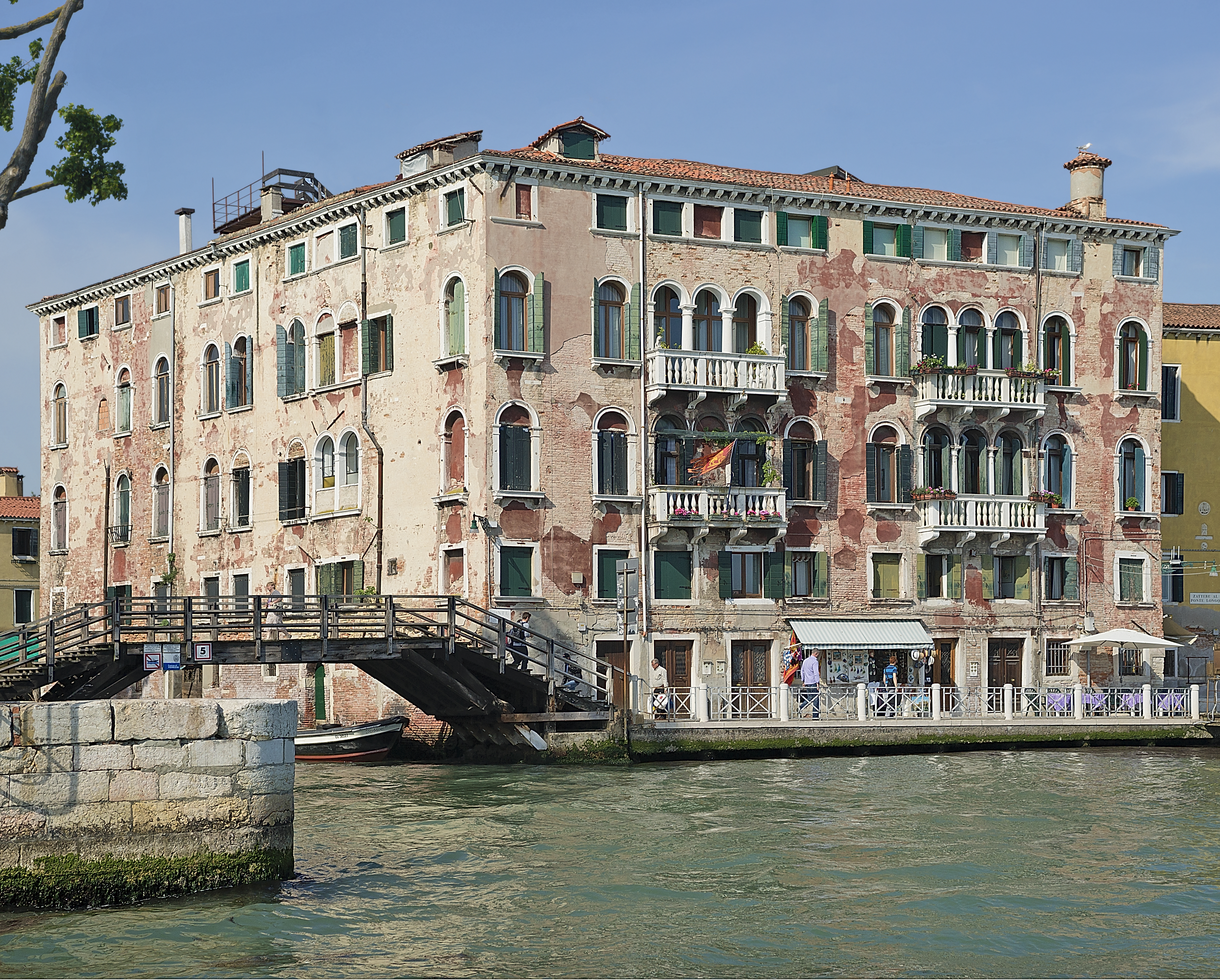
Faţada dinspre Canalul Giudecca

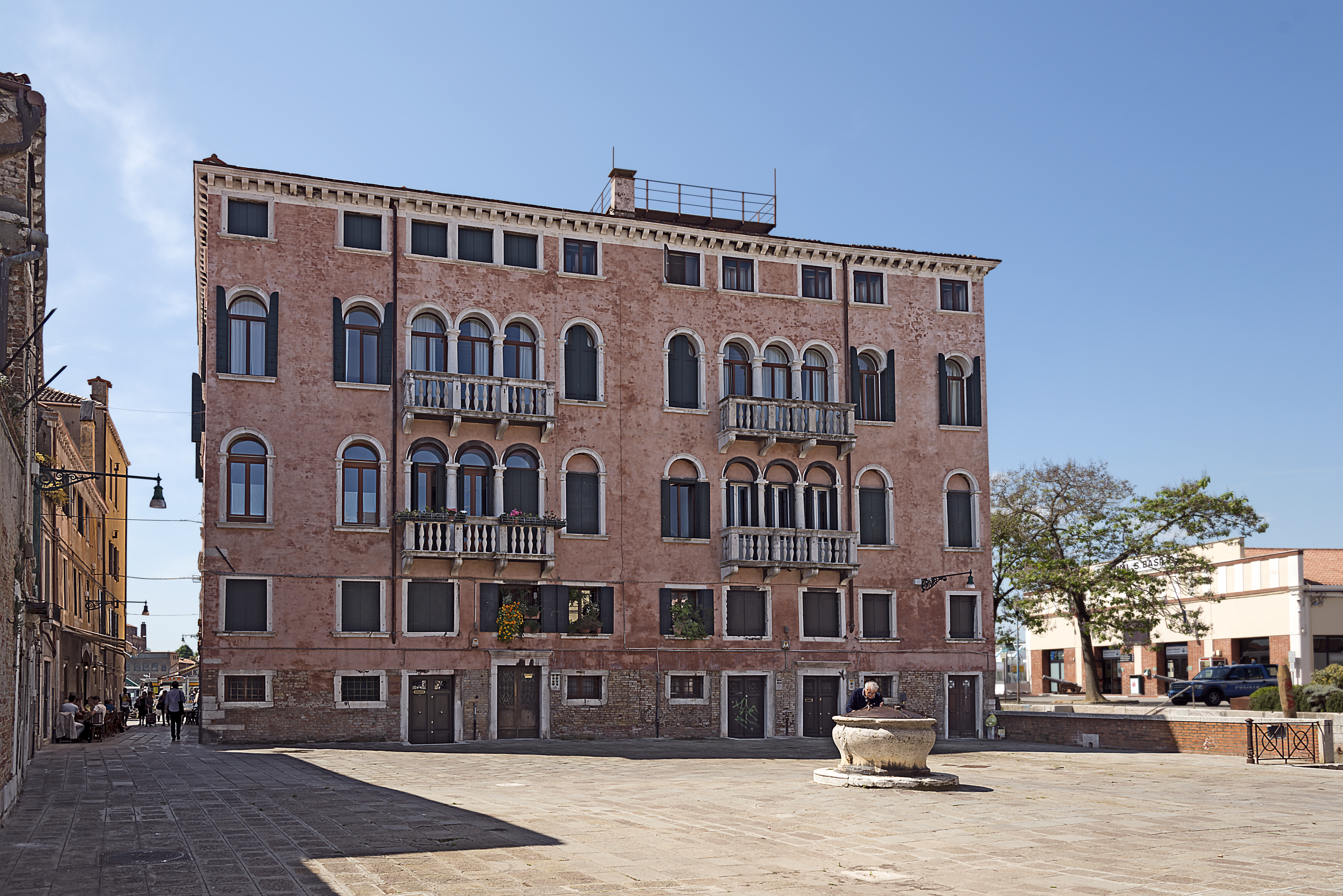
Faţada dinspre Campo San Basegio

Palatul Molin a San Basegio este o clădire veche din Veneția, situat în sestiere Dorsoduro și cu vedere la Canalul Giudecca.
El ocupă capătul vestic al fondamenta delle Zattere, aflându-se vizavi de Molino Stucky.

## Descriere
Palatul Molin, construit în secolul al XVI-lea, are structura tipică a caselor de locuit ale clasei de mijloc din Veneția secolului al XVI-lea, cu mai multe apartamente dispuse în jurul unei curți interioare centrale.
Clădirea este organizată pe trei etaje și două mezanine, unul deasupra parterului și unul la mansardă. Suprafețele sale par dure, din cărămidă de culoare roșie, ca urmare a căderii tencuielii vechi de ipsos.
Parterul conține opt intrări, caracterizate prin portaluri dreptunghiulare simple. Deschiderile de la mezanin sunt, în toate părțile, printr-o serie de ferestre monofore patrulatere și cu un cadru simplu de piatră.
Deschiderile principale sunt situate la etajele intermediare, fiind formate dintr-o serie de ferestre arcuite, întrerupte în partea centrală a celor două fațade principale, cea dinspre Canalul Giudecca la sud și cea dinspre Campo San Basegio la nord, două deschideri trifore pe fiecare etaj, susținute de coloane dorice și cu balcoane de piatră.